# マルティン・エルミガー
マルティン・エルミガー（Martin Elmiger、1978年9月23日 - ）は、スイス、ハーゲンドルン出身の自転車競技（ロードレース）選手。

## 経歴
2001年、ポスト・スイスと契約を結んでプロ転向。
- 国内選手権・ロードを制覇した。

2002年、フォナック・ヒアリング・システムに移籍。
2003年、GPカントン・アールガウを優勝。
2005年、2度目の国内選手権・ロードを制覇した。
フロイド・ランディスの、ツール・ド・フランスにおけるドーピング騒動の余波を受けて、2006年シーズン限りでフォナックが解散したため、2007年に、現在も在籍する、AG2R・ラ・モンディアルに移籍。同年のツアー・ダウンアンダー総合優勝を果たした。
2010年
- ソム一周優勝
- ダンケルク4日間レース総合優勝
- 国内選手権・個人ロード 優勝。

2013年
2012年シーズン限りでAG2R・ラ・モンディアルを離れて、新しく設立されたIAM Cyclingに移籍。
- ツール・ド・リムザン優勝(第1)
- ツアー・オブ・ブリテン2位(ポイント賞)

2014年
- ツール・ド・フランス敢闘賞(第7・第15)

2017年
- BMC・レーシングチームに移籍
- 12月31日、引退